# Fußball-Verbandsliga Württemberg (Frauen)
Die Fußball-Verbandsliga Württemberg der Frauen ist seit 1977 die höchste Spielklasse im Frauenfußball des Württembergischen Fußballverbandes. Sie ist aktuell die fünfthöchste Spielklasse im Ligasystem des deutschen Frauenfußballs.

## Geschichte
Von 1972 bis 1977 wurde die Württembergische Meisterschaft im Frauenfußball in einer Endrunde ermittelt. Die besten Mannschaften der regionalen Bezirke traten gegeneinander an, um den Meister zu bestimmen. Dies geschah durch eine Serie von K.-o.-Spielen, ähnlich dem Prinzip der Deutschen Meisterschaft, die ebenfalls in K.-o.-Runden ausgespielt wurde. In diesen Runden spielten die Teams Hin- und Rückspiele, um den Sieger zu ermitteln. Der Sieger nahm als Württembergische Meister an der Endrunde der deutschen Meisterschaft teil.
Die Einführung der Verbandsliga markierte den Beginn einer systematischeren und einheitlicheren Organisation des Frauenfußballs in Württemberg. Die Notwendigkeit einer solchen Liga ergab sich aus der wachsenden Popularität und dem Interesse am Frauenfußball, was schließlich 1977 zur Gründung der Verbandsliga als höchster Spielklasse im württembergischen Frauenfußball führte. Bis 1991/92 wurde in zwei Staffeln (Staffel I und II) gespielt. Bis 1990 nahm der Meister nach dem Ende der Saison als Württembergische Vertreter an der Endrunde der deutschen Meisterschaft teil. Die Liga war somit faktisch zunächst die höchste Spielklasse des Frauenfußballs in Deutschland. Mit Einführung der Frauen-Bundesliga 1990/91 spielte der Württembergische Meister in Aufstiegsspielen um den Aufstieg in die Bundesliga. Die Verbandsliga wurde damit die zweithöchste Spielklasse. Ab 1995/96 wurde die Verbandsliga durch Einführung der Oberliga drittklassig. Ab Saison 2000/01 wurde die Regionalliga zwischen Bundesliga und Oberliga eingeführt und die Verbandsliga wurde viertklassig. Seit Einführung der 2. Bundesliga in der Saison 2004/05 ist die Verbandsliga fünftklassig.

## Württembergische Meister seit 1973
| Saison                                       | Württembergischer Meister                    |                                                                      |                                                                      | Ergebnis des Württembergischen Meisters bei der Deutschen Meisterschaft bzw. Bundesliga-Aufstiegsrunde |
| Durch Meisterschaftsrunde ermittelter Sieger | Durch Meisterschaftsrunde ermittelter Sieger | Durch Meisterschaftsrunde ermittelter Sieger                         | Durch Meisterschaftsrunde ermittelter Sieger                         | |
| -------------------------------------------- | -------------------------------------------- | -------------------------------------------------------------------- | -------------------------------------------------------------------- | --- |
| 1973/74                                      | TSV Grötzingen                               |                                                                      |                                                                      | Vorrunde |
| 1974/75                                      | VfL Schorndorf                               | Vorrunde                                                             |                                                                      | |
| 1975/76                                      | VfL Schorndorf                               | Vorrunde                                                             |                                                                      | |
| Verbandsliga (zwei Staffeln)                 | Verbandsliga (zwei Staffeln)                 | Meister Staffel I                                                    | Meister Staffel II                                                   | |
| 1976/77                                      | VfL Schorndorf                               | VfL Schorndorf                                                       | n. b.                                                                | Achtelfinale |
| 1977/78                                      | VfL Schorndorf                               | VfL Schorndorf                                                       | n. b.                                                                | Achtelfinale |
| 1978/79                                      | VfL Schorndorf                               | VfL Schorndorf                                                       | n. b.                                                                | Achtelfinale |
| 1979/80                                      | VfL Schorndorf                               | VfL Schorndorf                                                       | n. b.                                                                | Achtelfinale |
| 1980/81                                      | VfL Schorndorf                               | VfL Schorndorf                                                       | n. b.                                                                | Viertelfinale |
| 1981/82                                      | VfL Schorndorf                               | VfL Schorndorf                                                       | FV Bellenberg                                                        | Viertelfinale |
| 1982/83                                      | TSV Vilsingen                                | VfL Schorndorf                                                       | TSV Vilsingen                                                        | Achtelfinale |
| 1983/84                                      | VfL Schorndorf                               | VfL Schorndorf                                                       | SV Oberteuringen                                                     | Achtelfinale |
| 1984/85                                      | Eintracht Stuttgart                          | Eintracht Stuttgart                                                  | SV Oberteuringen                                                     | Achtelfinale |
| 1985/86                                      | TSV Crailsheim                               | TSV Crailsheim                                                       | SV Oberteuringen                                                     | Achtelfinale |
| 1986/87                                      | VfL Sindelfingen                             | VfL Sindelfingen                                                     | VfL Ulm/Neu-Ulm                                                      | Viertelfinale |
| 1987/88                                      | TSV Crailsheim                               | TSV Crailsheim                                                       | VfL Ulm/Neu-Ulm                                                      | Achtelfinale |
| 1988/89                                      | VfL Sindelfingen                             | VfL Sindelfingen                                                     | TSV Vilsingen                                                        | Achtelfinale |
|                                              |                                              |                                                                      |                                                                      | Ergebnis in Bundesliga-Aufstiegsrunde |
| 1989/90                                      | VfL Sindelfingen                             | VfL Sindelfingen                                                     | VfL Ulm/Neu-Ulm                                                      | Der VfL Sindelfingen erreichte bei der Deutschen Meisterschaft das Halbfinale und qualifizierte sich als Verbandsmeister für die Bundesliga (Süd). Auch der VfL Ulm/Neu-Ulm qualifizierte sich als Verbandsvizemeister in einer Ausscheidungsrunde für die Bundesliga (Süd). |
| 1990/91                                      | TSV Ludwigsburg                              | TSV Ludwigsburg                                                      | SV Oberteuringen                                                     | 1. Platz in der Aufstiegsrunde, Aufstieg in Bundesliga (Süd) 1991/92 |
| 1991/92                                      | SV Oberteuringen                             | TSV Crailsheim                                                       | SV Oberteuringen                                                     | 2. Platz in der Aufstiegsrunde zur Bundesliga (Süd) |
| Verbandsliga (eine Staffel)                  | Verbandsliga (eine Staffel)                  | Ergebnis in Bundesliga-Aufstiegsrunde                                | Ergebnis in Bundesliga-Aufstiegsrunde                                | |
| 1992/93                                      | TSV Crailsheim                               | 3. Platz in der Aufstiegsrunde zur Bundesliga (Süd)                  | 3. Platz in der Aufstiegsrunde zur Bundesliga (Süd)                  | |
| 1993/94                                      | TSV Crailsheim                               | 2. Platz in der Aufstiegsrunde zur Bundesliga (Süd) 1994/95          | 2. Platz in der Aufstiegsrunde zur Bundesliga (Süd) 1994/95          | |
| 1994/95                                      | TSV Crailsheim                               | 1. Platz in der Aufstiegsrunde, Aufstieg in Bundesliga (Süd) 1995/96 | 1. Platz in der Aufstiegsrunde, Aufstieg in Bundesliga (Süd) 1995/96 | |
| 1995/96                                      | Eintracht Seekirch                           | Aufstieg in die Oberliga Baden-Württemberg                           | Aufstieg in die Oberliga Baden-Württemberg                           | |
| 1996/97                                      | TSV Ludwigsburg                              | Aufstieg in die Oberliga Baden-Württemberg                           | Aufstieg in die Oberliga Baden-Württemberg                           | |
| 1997/98                                      | TSV Crailsheim                               | Aufstieg in die Oberliga Baden-Württemberg                           | Aufstieg in die Oberliga Baden-Württemberg                           | |
| 1998/99                                      | TSV Crailsheim                               | Aufstieg in die Oberliga Baden-Württemberg                           | Aufstieg in die Oberliga Baden-Württemberg                           | |
| 1999/00                                      | TSV Crailsheim                               | Aufstieg in die Oberliga Baden-Württemberg                           | Aufstieg in die Oberliga Baden-Württemberg                           | |
| 2000/01                                      | Eintracht Seekirch                           | Aufstieg in die Oberliga Baden-Württemberg                           | Aufstieg in die Oberliga Baden-Württemberg                           | |
| 2001/02                                      | SV Jungingen                                 | Aufstieg in die Oberliga Baden-Württemberg                           | Aufstieg in die Oberliga Baden-Württemberg                           | |
| 2002/03                                      | VfL Sindelfingen                             | Aufstieg in die Oberliga Baden-Württemberg                           | Aufstieg in die Oberliga Baden-Württemberg                           | |
| 2003/04                                      | FV Löchgau                                   | Aufstieg in die Oberliga Baden-Württemberg                           | Aufstieg in die Oberliga Baden-Württemberg                           | |
| 2004/05                                      | FV Löchgau                                   | Aufstieg in die Oberliga Baden-Württemberg                           | Aufstieg in die Oberliga Baden-Württemberg                           | |
| 2005/06                                      | FV Löchgau                                   | Aufstieg in die Oberliga Baden-Württemberg                           | Aufstieg in die Oberliga Baden-Württemberg                           | |
| 2006/07                                      | VfL Sindelfingen II                          | Aufstieg in die Oberliga Baden-Württemberg                           | Aufstieg in die Oberliga Baden-Württemberg                           | |
| 2007/08                                      | Eintracht Seekirch                           | Aufstieg in die Oberliga Baden-Württemberg                           | Aufstieg in die Oberliga Baden-Württemberg                           | |
| 2008/09                                      | VfL Munderkingen                             | Aufstieg in die Oberliga Baden-Württemberg                           | Aufstieg in die Oberliga Baden-Württemberg                           | |
| 2009/10                                      | VfL Munderkingen                             | Aufstieg in die Oberliga Baden-Württemberg                           | Aufstieg in die Oberliga Baden-Württemberg                           | |
| 2010/11                                      | TB Neckarhausen                              | Aufstieg in die Oberliga Baden-Württemberg                           | Aufstieg in die Oberliga Baden-Württemberg                           | |
| 2011/12                                      | TV Derendingen                               | Aufstieg in die Oberliga Baden-Württemberg                           | Aufstieg in die Oberliga Baden-Württemberg                           | |
| 2012/13                                      | VfL Sindelfingen II                          | Aufstieg in die Oberliga Baden-Württemberg                           | Aufstieg in die Oberliga Baden-Württemberg                           | |
| 2013/14                                      | TV Derendingen                               | Aufstieg in die Oberliga Baden-Württemberg                           | Aufstieg in die Oberliga Baden-Württemberg                           | |
| 2014/15                                      | TSV Tettnang                                 | Aufstieg in die Oberliga Baden-Württemberg                           | Aufstieg in die Oberliga Baden-Württemberg                           | |
| 2015/16                                      | VfL Sindelfingen II                          | Aufstieg in die Oberliga Baden-Württemberg                           | Aufstieg in die Oberliga Baden-Württemberg                           | |
| 2016/17                                      | SV Alberweiler                               | Aufstieg in die Oberliga Baden-Württemberg                           | Aufstieg in die Oberliga Baden-Württemberg                           | |
| 2017/18                                      | SV Hegnach                                   | Aufstieg in die Oberliga Baden-Württemberg                           | Aufstieg in die Oberliga Baden-Württemberg                           | |
| 2018/19                                      | VfB Obertürkheim                             | Aufstieg in die Oberliga Baden-Württemberg                           | Aufstieg in die Oberliga Baden-Württemberg                           | |
| 2019/20                                      | VfL Sindelfingen Ladies                      | Aufstieg in die Oberliga Baden-Württemberg                           | Aufstieg in die Oberliga Baden-Württemberg                           | |
| 2020/21                                      | SV Hegnach                                   | Aufstieg in die Oberliga Baden-Württemberg                           | Aufstieg in die Oberliga Baden-Württemberg                           | |
| 2021/22                                      | VfL Herrenberg                               | Aufstieg in die Oberliga Baden-Württemberg                           | Aufstieg in die Oberliga Baden-Württemberg                           | |
| 2022/23                                      | TSV Neuenstein                               | Aufstieg in die Oberliga Baden-Württemberg                           | Aufstieg in die Oberliga Baden-Württemberg                           | |
| 2023/24                                      | 1. FC Heidenheim 1846                        | Aufstieg in die Oberliga Baden-Württemberg                           | Aufstieg in die Oberliga Baden-Württemberg                           | |
| 2024/25                                      | SV Alberweiler                               | Aufstieg in die Oberliga Baden-Württemberg                           | Aufstieg in die Oberliga Baden-Württemberg                           | |

Quellen: